# FKヴァルンスドルフ
フォトバロヴィー・クルブ・ヴァルンスドルフ（チェコ語: Fotbalový Klub Varnsdorf）は、チェコのウースチー州のヴァルンスドルフをホームタウンとするサッカークラブ。

## 歴史
クラブは1938年に創設された。クラブ最大の成功は2014-15シーズンのフォトバロヴァー・ナーロドニー・リガで2位になったことである。しかし、スタジアムの問題でシノト・リガに昇格できなかった。FKヴァルンスドルフの代わりに3位のFCファスタフ・ズリーンが昇格した。

## 現所属メンバー
2021年1月12日現在
注：選手の国籍表記はFIFAの定めた代表資格ルールに基づく。
| No. | Pos. |          | 選手名                 |
| --- | ---- | -------- | ---------------------- |
| 1   | GK   | チェコ   | アダム・リフテル       |
| 2   | MF   | チェコ   | オンドジェイ・レホツキ |
| 3   | DF   | チェコ   | カレル・ハシル         |
| 4   | DF   | チェコ   | Petr Heppner           |
| 6   | FW   | チェコ   | ヤン・クブル           |
| 7   | MF   | 大韓民国 | 金旼成                 |
| 8   | MF   | チェコ   | オンドジェイ・ブラーハ |
| 9   | FW   | チェコ   | マチェイ・シモン       |
| 10  | MF   | チェコ   | ダニエル・ノヴァーク   |
| 11  | MF   | チェコ   | ドミニク・ブレダ       |

| No. | Pos. |            | 選手名                         |
| --- | ---- | ---------- | ------------------------------ |
| 12  | FW   | チェコ     | パトリク・シェーン             |
| 14  | MF   | チェコ     | アダム・オンドラーチェク       |
| 15  | MF   | チェコ     | マレク・リフテル               |
| 17  | DF   | チェコ     | クリスティアーン・ズブロジェク |
| 19  | MF   | ウクライナ | Pavlo Rudnytskyy               |
| 20  | FW   | チェコ     | オンドジェイ・コツォウレク     |
| 21  | MF   | チェコ     | マチェイ・クビスタ             |
| 28  | GK   | チェコ     | マルティン・ヴァニャーク       |
| 30  | GK   | チェコ     | トマーシュ・フラディーク       |

## 歴代所属選手
- マルティン・フェニン 2017-2018